# Ригоберта Бандини
Паула Рибо Гонсалес (исп. Paula Ribó González; род. 30 апреля 1990, Барселона), более известная как Ригоберта Бандини (исп. Rigoberta Bandini) — испанская певица, актриса дубляжа, драматург, а также актриса театра и телевидения.

## Биография
В 1996 году, в возрасте шести лет, Рибо приняла участие в конкурсе детской песни Zecchino d'Oro в Италии с песней «La scatola dei tesori». Через год впервые приняла участие в дубляже фильма на испанский язык, озвучив главного персонажа детского мультсериала Caillou. Позднее озвучивала таких персонажей как Тихиро в испанской версии «Унесённых призраками», Анну в каталанской версии «Холодного сердца» и многих других. Впоследствии полноценно занялась карьерой актрисы дубляжа и работает над дубляжами фильмов и телесериалов на каталанском и европейском испанском языках. Она также является постоянным голосом Эммы Стоун, Дакоты Фаннинг и Шейлин Вудли в испанском дубляже фильмов с их участием.
Рибо изучала театральное искусство в Institut del Teatre в Барселоне. В 2010 году вместе с Паулой Малиа и Барбарой Местанса основала музыкальное трио The Mamzelles. Группа выпустила два альбома — Que se desnude otra (2012) и Totem (2014). В 2012 году они создали театральную компанию The Mamzelles Teatre.
В 2019 году Рибо начала сольную музыкальную карьеру, взяв себе сценический псевдоним «Ригоберта Бандини». Её третий сингл «In Spain We Call It Soledad», выпущенный в 2020 году, стал вирусным в Spotify, принеся ей большую известность в Испании.
В 2021 году журнал Forbes включил Рибо в список «100 самых креативных испанцев в деловом мире».
В 2022 году она приняла участие в музыкальном фестивале Benidorm Fest, победитель которого представит Испанию на конкурсе песни «Евровидение-2022». Бандини исполнила композицию «Ay Mamá» и заняла второе место в финале конкурса, уступив победу кубинско-испанской певице Шанель. «Ay Mamá» стала её первой композицией попавшей в национальные испанские чарты.

## Личная жизнь
Рибо начала встречаться с комиком Эстебаном Наварро из комедийной группы Vengamonjas в марте 2019 года. Она родила их первого ребёнка, Нико, 2 июня 2020 года.

## Дискография
Синглы
| Название                                                                    | Год  | Высшая позиция в чартах | Сертификации       | Альбом             |
| Название                                                                    | Год  | SPA                     | Сертификации       | Альбом             |
| --------------------------------------------------------------------------- | ---- | ----------------------- | ------------------ | ------------------ |
| «Too Many Drugs»                                                            | 2020 | 63                      | - PROMUSICAE: Gold | Неальбомные синглы |
| «Que Cristo Baje»                                                           | 2020 | —                       | —                  | Неальбомные синглы |
| «In Spain We Call It Soledad»                                               | 2020 | 49                      | - PROMUSICAE: Gold | Неальбомные синглы |
| «Perra»                                                                     | 2021 | 26                      | - PROMUSICAE: Gold | Неальбомные синглы |
| «The Fuck Fuck Fuck Poem»                                                   | 2021 | —                       | —                  | Неальбомные синглы |
| «A Ver Qué Pasa» / «Aviam Què Passa»                                        | 2021 | 45                      | - PROMUSICAE: Gold | Неальбомные синглы |
| «Julio Iglesias»                                                            | 2021 | —                       | —                  | Неальбомные синглы |
| «Ay mamá»                                                                   | 2021 | 1                       | - PROMUSICAE: Gold | Неальбомные синглы |
| «—» означает, что песня не попала в чарт страны или не была в ней выпущена. |      |                         |                    |                    |

Как приглашённая исполнительница
- «Se va» (2021) (вместе с Delaporte)

Промо-синглы
- «Fiesta» (2020)
- «Cuando tú nazcas» (2020)

Совместные синглы
- Amanecer (2021) (вместе с Alizzz)